# Phulra
Phulra fou un petit estat tributari protegit a la província de la Frontera del Nord-oest a l'est del principat d'Amb. És discutit si era un principat de ple dret o un estat nobiliari de segon nivell (jagir).

## Història
L'estat fou fundar el 1828 quan Mir Painda Khan, sobirà de la nissaga Tanoli d'Amb, va concedir el territori al seu germà Madad Khan en feu. Phulra fou reconegut com a principat el 1919 i el 1921. El 1947 el darrer sobirà va accedir al Pakistan i l'estat (no pas la nissaga) es va extingir el 1950. L'àrea de Phulra va formar un Union Council del tehsil de Mansehra. Els governants tenien el títol de kan.

## Llista de kans
| Govern   | Kans de Phulra    |
| -------- | ----------------- |
| 1828 - ? | Madad Khan        |
| ?        | Dos successors    |
| ? - 1950 | Ata Muhammed Khan |
| 1950     | Estat abolit      |

## Nota
1. ↑  Ben Cahoon, WorldStatesmen.org. «Pakistan Princely States».